# Eva Maria Bonsucesso
Eva Maria Bonsucesso (Rio de Janeiro, século XIX) foi uma quitandeira alforriada que atuou na Rua da Misericórdia no Rio de Janeiro, Brasil.
Bonsucesso foi uma mulher brasileira negra que se destacou por suas atividades comerciais durante o Império do Brasil.
As fontes que tratam da sua biografia estão localizadas no Arquivo Nacional (Brasil), Érico Vital Brazil, Nireu Cavalcanti, Shuma e Shumaher.

## História

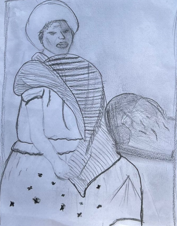
Desenho atribuído a Eva Maria Bonsucesso feito por Elaine Constâncio de Oliveira

Viveu na cidade do Rio de Janeiro no início do século XIX durante o Império do Brasil.  A escravidão dos afrodescendentes brasileiros foi mantida até 1888, com a promulgação da Lei Áurea. Entretanto, Eva Maria Bonsucesso, havia conquistado a sua Carta de alforria, portanto, era uma pessoa livre, e desenvolvia suas atividades comerciais como quitandeira na Rua da Misericórdia.
Em julho de 1811, Eva Maria Bonsucesso, na referida rua de trabalho foi acometida por uma cabra que passou por sua quitanda e abocanhou um maço de couve e uma penca de banana. Imediatamente, a comerciante correu atrás do animal na tentativa de recuperar os seus produtos. Para isso, Bonsucesso acabou estapeando a cabra. No entanto, a cabra-doméstica pertencia a José Inácio de Sousa, um homem branco, que não ficou satisfeito com a situação e correu atrás de Eva Bonsucesso, agredindo-a com uma bofetada no rosto. A agressão foi parar na Justiça e Bonsucesso convocou várias testemunhas, que eram suas companheiras de Quitanda. Por volta de 30 pessoas se dispuseram a testemunhar, e todas, de modo unânime, realçaram o seu valor moral e afirmaram que a agressão partiu de José Inácio de Sousa.

## Atuação da justiça

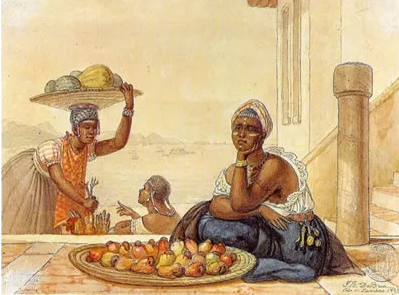
Pintura de Jean-Baptiste Debret (1768-1848) que mostra uma das atividades varejistas das mulheres na colônia

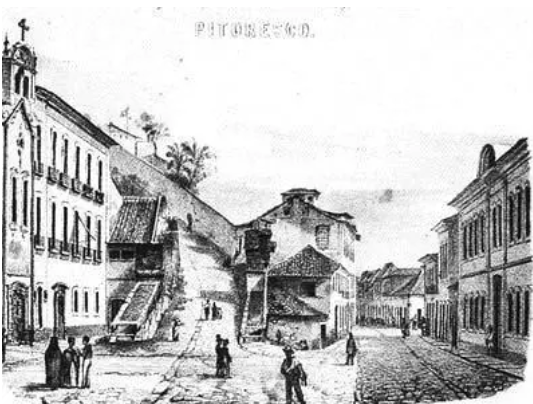
Antiga Ladeira da Misericórdia no século XIX

Diante das provas, a justiça condenou José Inácio de Sousa a prisão, e meses depois, ele conseguiu uma Carta de fiança no prazo de doze meses para juntar provas a seu favor. Dessa forma, José Inácio de Sousa, apelou para Dom João VI (1767-1826) negou a bofetada no rosto de Eva, e afirmou que bateu nas suas costas, o que implicaria numa agressão menos grave. José Inácio de Sousa ressaltou ao príncipe que cabra portava uma coleira de prata com as Armas reais do Império Brasileiro, portanto, a cabra pertencia a Dom Pedro I, futuro imperador do Brasil. Deste detalhe, Bonsucesso não sabia, e também não se sabe do desfecho da petição entregue a D. João VI por José Inácio de Sousa. Segundo Lauriano et al (2021), é importante que todos saibam que dentro de um sistema escravocrata autoritário e violento, a justiça brasileira, na primeira instância, ouviu as testemunhas de Eva, uma pessoa alforriada, e colocou atrás das grades um homem que prestava serviço a coroa portuguesa. Eva Bonsucesso, de fato, foi uma quitandeira que dominava espaço na antiga Rua da Misericórdia, Nem mesmo a cabra da família real tinha o poder de inibir os seus negócios.